# 68. fusilirski polk (Wehrmacht)
68. fusilirski polk (izvirno nemško Füsilier-Regiment 68) je bil fusilirski polk v sestavi Heer (redne nemške kopenske vojske) med drugo svetovno vojno.

## Zgodovina
Polk je bil ustanovljen na Danskem 27. novembra 1942 z reorganizacijo 68. pehotnega polka, nosilca tradicije fusilirskega polka »Prinz Heinrich von Preußen« št. 35 iz Brandenburga in dodeljen 23. pehotni diviziji. 
12. septembra 1943 je bil uničen 2. bataljon, zato so 22. julija preimenovali 3. bataljon v drugega. Marca 1945 je polk zamenjal 9. grenadirski polk v sestavi 24. tankovske divizije, ki je bila v Vzhodni Prusiji. Hkrati so odvojili dva bataljona iz nadomestne brigade »Feldherrenhalle« in ju priključili kot 1. bataljon. 